# شمس الدين الزركشي
شَمْسُ الدِّينِ أَبُو عَبْدِ اللَّهِ مُحَمَّدُ بْنُ عَبْدِ اللَّهِ بْنِ مُحَمَّدٍ الزَّرْكَشِيُّ الْمِصْرِيُّ الْحَنْبَلِيُّ ويُعرف اختصارًا بـ شمس الدين الزركشي (722 – 24 جمادى الأولى 772هـ / 1322 – 13 ديسمبر [كانون الأول] 1370م) فقيه حنبلي.

## سيرته
أخذ الفقه عن قاضي القضاة موفق الدين الحجاوي قاضي الديار المصرية، وقال ولده زين الدين عبد الرحمن أخبرني والدي أن عمره -يعني: عند وفاته- نحو خمسين سنة، وأن أصله من عرب بني مهنا الذين هم من جند الشام ناحية الرحبة. توفي ليلة السبت 24 جمادى الأولى سنة 772 هـ في حياة والدته الحاجة فَقْها ودفن بالقرافة الصغرى، وتوفيت والدته في 5 ربيع الآخر سنة 776 هـ.

## مؤلفاته
- شرح الخرقي.
- شرح قطعة من المحرر.
- شرح قطعة من الوجيز.